# Denise Crosby
Denise Michelle Crosby, född 24 november 1957 i Hollywood, Los Angeles, Kalifornien, är en amerikansk skådespelerska som kanske är mest känd för rollen som säkerhetschefen Tasha Yar i den första säsongen av Star Trek: The Next Generation.

## Biografi

### Privatliv
Crosby föddes i Hollywood, Kalifornien som dotter till Marilyn Scott och skådespelaren Dennis Crosby. Hennes val av karriär växte fram under tidig ålder och var influerad av övriga familjemedlemmars engagemang inom underhållningsbranschen. Hennes farfar var skådespelaren, sångaren och komikern Bing Crosby och hennes före detta svärfar var regissören Blake Edwards. 
Hon var gift med Geoffrey Edwards från 1983 till 1990 och medverkade i några av hans fars filmer, inkluderat Lösa förbindelser, Jakten på Rosa pantern, och Rosa panterns förbannelse. 
Numera är hon gift med Ken Sylk och har en son, August William Sylk.

## Filmografi (urval)
- 1979 – Blåst på konfekten (okrediterad)
- 1980 – Days of Our Lives (TV-serie) (3 avsnitt)
- 1982 – 48 timmar
- 1982 – Jakten på Rosa pantern
- 1983 – Rosa panterns förbannelse
- 1986 – Lagens änglar (TV-serie) (1 avsnitt)
- 1987–1994 – Star Trek: The Next Generation (TV-serie) (26 avsnitt)
- 1989 – Jurtjyrkogården
- 1989 – Lösa förbindelser
- 1994–1995 – Lois & Clark (TV-serie) (3 avsnitt)
- 1994 – Models Inc. (TV-serie) (1 avsnitt)
- 1996 – Doktor Quinn (TV-serie) (1 avsnitt)
- 1997 – Baywatch (TV-serie) (1 avsnitt)
- 1997 – Jackie Brown
- 1998 – Deep Impact
- 2001 – Arkiv X (TV-serie) (2 avsnitt)
- 2001 – På spaning i New York (TV-serie) (2 avsnitt)
- 2001 – The Drew Carey Show (TV-serie) (1 avsnitt)
- 2001 – Vem dömer Amy? (TV-serie) (1 avsnitt)
- 2002 – På heder och samvete (TV-serie) (1 avsnitt)
- 2004 – Jordan, rättsläkare (TV-serie) (1 avsnitt)
- 2006 – Dexter (TV-serie) (1 avsnitt)
- 2007 – Bones (TV-serie) (1 avsnitt)
- 2008 – Mad Men (TV-serie) (2 avsnitt)
- 2008 – Prison Break (TV-serie) (1 avsnitt)
- 2009–2010 – Southland (TV-serie) (3 avsnitt)
- 2014 – The Walking Dead (TV-serie) (3 avsnitt)
- 2015 – Scandal (TV-serie) (1 avsnitt)
- 2016 – Castle (TV-serie) (1 avsnitt)
- 2016 – The Magicians (TV-serie) (1 asvnitt)
- 2019 – NCIS: Los Angeles (TV-serie) (2 avsnitt)
- 2019 – Suits (TV-serie) (9 avsnitt)
- 2022 – NCIS (TV-serie) (1 avsnitt)